# Tito Cortese
Tito Cortese (Venezia, 3 gennaio 1933) è un giornalista e conduttore televisivo italiano.

## Biografia
Durante gli studi universitari in Lettere, a Padova, ha iniziato l’attività giornalistica quotidiana presso la redazione veneziana de L'Avvenire d’Italia. Nel 1956 è stato assunto alla redazione romana de Il Gazzettino, dove è rimasto fino al 1964, ricoprendo via via i ruoli di vaticanista, resocontista politico, inviato in Italia e all’estero, editorialista. Nel periodo successivo ha scritto la nota politica quotidiana e gli editoriali di politica interna per La Gazzetta del Popolo di Torino.
Entrato alla Rai nel 1966, ha lavorato prima al Giornale Radio, poi quale corrispondente da Bruxelles presso la Comunità europea (1970), e da Bonn, capitale della Repubblica Federale di Germania (1972-1977). Ritornato a Roma al TG2 (caporedattore economico-sindacale), è stato anche conduttore dell’edizione serale del telegiornale (1980). Sempre per il TG2 ha fondato e condotto la popolare rubrica Di tasca nostra (curandola prima con Stefano Gentiloni, poi con Roberto Costa), che nel corso di un decennio è stata al centro di accese polemiche e anche del dibattito politico, essendo risultato controverso il tentativo - peraltro riuscito - di portare in televisione l’informazione sul mercato, i prodotti e i servizi nell’ottica dichiarata dei diritti del consumatore e dell’utente, in diretta e in prima serata. Un’altra rubrica da lui fondata e condotta nell’ambito del TG2 è stata Atlante, dedicata ai problemi internazionali. Sui temi dei diritti era invece incentrato il programma Posto pubblico nel verde, condotto su Rai 3 nel 1987/88.
Alla fine del 1988 ha lasciato la Rai per assumere la direzione del quotidiano L’Ora di Palermo, tenuta fino al 1991. Ha svolto in seguito attività di consulente editoriale, collaborando, tra gli altri, con la casa editrice Laterza, dirigendo la rivista LiberEtà e producendo per Rai Educational  la serie televisiva Enciclopedia dei diritti (2001). Ha tenuto una rubrica di attualità politica sul mensile Nuovo Consumo fino al 2017. Nel corso di mezzo secolo di attività giornalistica ha scritto su molti quotidiani e periodici italiani, tra cui Il Corriere della Sera, Paese Sera, L'Europeo, Gente Money, L’Unità (per la quale ha fondato, assieme a Carlo Ricchini, Il Salvagente, sui diritti dei cittadini, diventato in seguito un giornale autonomo). Ha collaborato per anni alla rivista Comunità europee di Bruxelles e alle trasmissioni di Radio Colonia (WDR).
Partecipando in gioventù alla politica universitaria, ha diretto nel 1954 Il Bo', organo degli studenti dell’ateneo di Padova, e nel 1956 a Roma è stato chiamato da Marco Pannella a dirigere la comunicazione dell’Unuri, l’organizzazione degli studenti italiani. Negli anni successivi ha svolto attività sindacale  in campo giornalistico, ed è stato consigliere nazionale della FNSI. Al di fuori della professione è stato impegnato in diverse esperienze associative. Negli anni Ottanta ha fondato, con Stefano Rodotà, Vincenzo Vita e altri, il Movimento per la comunicazione di massa (Iride), e successivamente la Federconsumatori e la Fondazione Icu (Istituto consumatori e utenti). Nel 1994/95 è stato presidente del Comitato nazionale per i referendum sulla legge Mammì.

### Vita privata
Sposato dal 1957 con la scrittrice Alda Monico (1933-2018), sua compagna di scuola al liceo Foscarini di Venezia, ha avuto da lei tre figli. È nonno di cinque nipoti.